# Marbres de la Mayenne
Les marbres de la Mayenne sont des roches calcaire carbonifères du Pays de Laval, en partie métamorphisées par loupe[pas clair].
Ils font partie des marbres modernes utilisés en occident à partir de la Renaissance et jusqu'à nos jours. Après plusieurs siècles d'utilisation moins intensive du marbre durant le Moyen Âge, de nombreuses carrières sont de nouveau exploitées et de nombreuses autres sont découvertes, depuis environ les XVe et XVIe siècles sous l’impulsion des Médicis, souverains de Toscane en Italie, et de Louis XIV en France.
Les caractéristiques de ces marbres diffèrent selon les couches géologiques :
- Marbre de Saint-Berthevin, exploité à Saint-Berthevin près de Laval :
  - rose
  - jaspé de rouge (dit rouge granit), de blanc et de gris ardoise
- Marbre noir d’Argentré, exploité à Argentré près de Laval.
- Marbre noir de Louverné, exploité à Louverné près de Laval.
- Marbre gris fleuri de Bonchamps, exploité à Bonchamp-lès-Laval  près de Laval.
- Marbre sarrancolin de la Mayenne, exploité à Bouère.
- Marbre rouge mêlé d’un blanc sale, tiré de la même région.
- Un marbre noir à grain très-serré et sans veines.
- Un marbre à fond jaune avec veines noires.
- Un marbre à fond gris rosé et pointillé de blanc par de petits coquillages marins.

Il est exploité depuis le milieu du XVIe siècle à l'ouest de Laval, et depuis le XVIIe siècle à Argentré. Des familles de marbriers, comme les Lecomte, Cuvelier, Hanuche, Rochereau monopolisaient l'extraction et le travail du marbre, malgré quelques tentatives d'exploitation directe par les architectes lavallois dans la première moitié du XVIIe siècle.
Ces marbres sont utilisés pour la conception de colonnes, de plaques, de pointes-de-diamants et d'ovales de marbres des retables lavallois, ainsi que certains éléments du Château de Versailles. Ils sont également utilisés dans la conception d'éléments de façades des églises de l'Ouest de la France, de décoration de La Sorbonne, du Louvre, de la Malmaison.